# Titre social
 (juin 2025).
Si vous disposez d'ouvrages ou d'articles de référence ou si vous connaissez des sites web de qualité traitant du thème abordé ici, merci de compléter l'article en donnant les références utiles à sa vérifiabilité et en les liant à la section « Notes et références ».
Les titres sociaux sont des titres émis par une entreprise et remis aux associés ou actionnaires en contrepartie de leur apport.
Les titres sociaux sont plus restrictifs que les droits sociaux : la catégorie des titres sociaux ne comprend pas les parts sociales, qui ne sont pas des titres financiers.